# Поимский район
Поимский райо́н — административно-территориальная единица в РСФСР, существовавшая в 1928—1959 годах. Административный центр — село Поим.

## География
В Пензенской области район располагался вдоль западной границы с Тамбовской областью.

## История
Район был образован 16 июля 1928 года в составе Пензенского округа Средне-Волжской области. В него вошла территория бывшей Поимской волости Чембарского уезда Пензенской губернии.
С 1929 года район в составе Средневолжского края.
С 10 февраля 1932 года по 25 января 1935 года Поимский район был ликвидирован, его территория разделена между Башмаковским и Чембарским районами.
С 1936 года — в Куйбышевской области, с 27 ноября 1937 года — в Тамбовской области.
4 февраля 1939 года передан в состав вновь образованной Пензенской области (население района составляло 34 627 чел.).
В октябре 1959 года район был упразднён, его территория вновь вошла в состав Белинского района.